# Encarta
Encarta Premium 2009 (août 2008)
Microsoft Encarta est une encyclopédie numérique créée par Microsoft en 1993 et arrêtée en 2009.
L'encyclopédie Funk & Wagnalls New Encyclopedia a servi de base pour Encarta.
Encarta était disponible sur CD, DVD et sur Internet. Cette encyclopédie se déclinait sous différentes langues, notamment en français, en anglais, en allemand, en espagnol, en italien, en néerlandais, en japonais ou en chinois. 

## Histoire

### Création
Dès 1985, Microsoft envisage de se lancer dans la vente d'encyclopédies. Bill Gates imagine proposer une encyclopédie haut de gamme sur CD-ROM pour en faire un produit aussi rentable que Word ou Excel. L'entreprise approche les éditeurs d'Encyclopædia Britannica puis de World Book Encyclopedia, mais ils refusent. Microsoft doit se contenter d'un contenu beaucoup moins réputé. 
Microsoft se lance sur le marché des encyclopédies numériques en 1993, en utilisant le contenu de Funk and Wagnalls (en). Dans un premier temps, les équipes de Microsoft se concentrent sur le logiciel et le contenu multimédia (cartes, photographies, audios et vidéos). Au fil des nouvelles versions d'Encarta, le contenu de Funk & Wagnall est remplacé par des contenus créés spécifiquement pour Microsoft. À son maximum, l'équipe d'Encarta est composée de 225 personnes.
Le prix de lancement de la première version d'Encarta avec Encarta Junior est de 395 $, s'alignant sur le prix de vente d'autres encyclopédies sur CD-ROM. Au bout de six mois, Encarta se vend mal (moins de 10 000 exemplaires), ne représentant que 3 % du marché. Microsoft baissa le prix de vente d'Encarta à 99 $ tout en laissant entendre que ce tarif ne serait que temporaire. Martin Leahy est plus clairvoyant et déclare à ses collègues de Microsoft : « You realize, don’t you, the price is never going up again, right? ». Ce fut rapidement un succès : 350 000 ventes en 1993, un million en 1994.

### Déclinaison en français
Dès 1995, Encarta est déclinée sous différentes langues en adaptant le contenu aux pays concernés. Finalement, Encarta est proposée en 8 langues : français, anglais, allemand, espagnol, italien, néerlandais, japonais et chinois.
La version en français est commercialisée à partir de 1996,. Elle arrive très vite en tête des ventes. Au bout d'un an, Encarta se vend à 130 000 exemplaires, ce qui représente une part de marché de 60 %.

### Déclin des encyclopédies sur CD-ROM
Au départ, Encarta est diffusée sur CD puis DVD et enfin une version web voit le jour en 2000 où un peu moins de la moitié de l'encyclopédie est accessible gratuitement. L'achat du CD ou du DVD permet d'avoir pendant un an des mises à jour et de nouveaux contenus en ligne deux fois par mois. Mais à la fin du XXe siècle, le marché des encyclopédies sur CD-ROM s'essouffle. Thierry Chabrol, directeur de la division grand public de Microsoft France, déclare que « les encyclopédies sur CD-ROM ont vu leurs ventes baisser de 25 % en 1999 ». L'accès à des contenus gratuits via Internet et l'arrivée sur le marché numérique des éditeurs d'encyclopédies papiers (Hachette en 1998, Larousse en 1999 et Universalis en 1999) « ramena la part de marché d'Encarta en France à 40 % environ ». Pour tenter d'y remédier, le prix de vente d'Encarta 2001 baisse. Entre 2002 et 2003, les ventes d'encyclopédies sur CD ou DVD diminuent de 7,3 %. 
Une étude de la Sofres commandée par Microsoft indique que 56 % des utilisateurs d'Encarta consultent l'encyclopédie une ou plusieurs fois par semaine et 80 % deux à trois fois par mois.

### Arrêt
Seize ans après son arrivée sur le marché des encyclopédies, Microsoft arrête Encarta en 2009, reconnaissant le changement du marché : « Nous ne cherchons plus aujourd'hui l'information dont nous avons besoin comme nous le faisions il y a seulement quelques années ». Encarta ne représente plus en janvier 2009 aux États-Unis que 1,27 % des visites d'encyclopédies en ligne contre 97 % pour Wikipédia. Randall Stross tempère le rôle de Wikipédia en précisant dans le New York Times que même sans Wikipédia, Encarta aurait sans doute disparu en raison du web.
La dernière version en français d'Encarta compte 40 000 articles et 25 000 médias.

## EncartaRéponses Instantanées
Encarta Réponses Instantanées est une ancienne machine avec laquelle il est possible de parler sur Windows Live Messenger. Elle est dotée d'un module spécial qui lui permettait de répondre aux questions posées en ouvrant dans la fenêtre Windows Live Messenger une fenêtre Encarta contenant une réponse appropriée.
Une barre de recherche Encarta pouvait être intégrée à la barre des tâches de Windows, permettant d'effectuer rapidement les recherches dans l'encyclopédie et d'obtenir de manière très rapide tout en étant sur une autre application, mais l'application est désactivée lorsque Encarta cesse d'être sur le marché.